# Frixa

Mapa con la situación de algunas de las ciudades de la antigua Élide. Frixa se ubicaba al este de Olimpia, a orillas del río Alfeo.

Frixa (en griego, Φρίξα) es el nombre de una antigua ciudad griega de Élide. 
Es citada por Jenofonte en el marco de la guerra contra Élide de los espartanos y sus aliados dirigidos por Agis II hacia el año 399 a. C. Tras el fin de las hostilidades, Élide se vio obligada a perder el dominio de, entre otras, la ciudad de Frixa.
Es mencionada también por Polibio: en el año 218 a. C., Filipo V de Macedonia tomó varias ciudades de Élide entre las que se encontraba Frixa.
Estrabón la ubica a orillas del río Alfeo. Pausanias menciona, entre las ruinas de la ciudad que había en su tiempo, un templo de Atenea Cidonia, del que quedaba el altar. De este templo contaba la tradición que había sido construido para Atenea por un descendiente del Heracles Ideo llamado Clímeno. En este templo, según la mitología griega, Pélope realizó sacrificios antes de su competición con Enómao.
Se localiza en una colina situada a 7 km de Olimpia donde hay una población moderna que tiene su mismo nombre.